# Валерий Медведев
Валерий Медведев е руски актьор, сценарист и писател на произведения в жанра детско-юношеска литература и научна фантастика.

## Биография и творчество
Валерий Владимирович Медведев е роден на 16 март 1923 г. в Ишим, РСФСР, СССР, в семейството на комисаря Иван Маринин и медицинската сестра Емилия Шевченко. Има по-голям и по-малък брат. През 1935 г. семейството се мести в Челябинск, където баща му става началник на областното коневъдство.
Валерий Маринин завършва школа по изкуствата, където пише хумористични стихове и разкази. През 1937 г. баща му е осъден по обвинение в контрареволюционна дейности и разстрелян. Майка му също е арестувана. Децата са изпратени в детски дом в Челябнск. След известно време Валерия е осиновен от актьора Владимир Медведев, който му дава фамилията си.
В края на 1930-те години играе малки роли в Челябинския драматичен театър. През 1940 г. постъпва във факултета по режисура на Държавния институт по театрално изкуство. Мобилизиран е в армията през Великата отечествена война. Участва в роли в съветски военни филми. След демобилизацията завършва института през 1952 г.
Като студент съчинява сатирични монолози и интермедии за Аркадий Райкин, текстове на песни и комедийни миниатюри за Леонид Утьосов и др. Пише пиесата „Ночной вор“, която е поставена в Московския драматичен театър.
Дебютира с приказката „Голоса“ през 1957 г. в списание „Мурзилка“. Става популярен с произведенията си „Капитан луда глава“, „Сватбен марш“, „Близнаци, а не си приличат“ и особено с поредицата си „Фантазиите на Баранкин“.
Произведенията на писателя са преведени на 27 езика по света.
Валерий Медведев умира от рак на стомаха на 16 февруари 1997 г. в Москва.
За живота и дейността на писателя са снимани 2 документални филма: „Грустная биография весёлого человека“ и „Родом из Сибири“.

## Произведения

### Самостоятелни повести и разкази
- Голоса (1957) – приказка
- Гусёнок третьего сорта (1960) – издаден и като „Гусёнок Заплаткин“
- Вовка Веснушкин в стране заводных человечков (1963)
- Тире-тире-точка (1965)
- Сделайте весёлое лицо (1970)
- Капитан Соври-голова (1971)
Капитан луда глава, изд.: Народна младеж, София (1976), прев. Божана Георгиева, Божана Георгиева
Капитан луда глава, изд.: „Отечество“, София (1980), прев. Божана Георгиева
- Свадебный марш (1974)
Сватбен марш, изд.: „Отечество“, София (1978), прев. Славка Джерекарова
- Олимпийские тигры (1974)
- Непохожие близнецы (1974)
Близнаци, а не си приличат, изд.: Народна младеж, София (1976), прев. Божана Георгиева, Божана Георгиева
- Флейта для чемпиона (1980)
- Приключения солнечных зайчиков (1982)
- Обыкновенный великан (1983)
- Фотографии проявить после войны… (1983)
- Димин Дед Мороз (1984)
- Кира выходит замуж (1984)
- Плюс восьмое марта (1986)
- Привет от Капитана Соври-Голова (2000)
- Требуется сообщник для преступления (2000)

### Серия „Фантазиите на Баранкин“ (Фантазии Баранкина)
1. Баранкин, будь человеком! (1961)
Баранкин, бъди човек!, изд.: Народна младеж, София (1976), прев. Божана Георгиева, Божана Георгиева
2. Сверхприключения сверхкосмонавта (1977)
Фантазиите на Баранкин, изд.: Народна младеж, София (1987), прев. Божана Георгиева, Нина Левенсон
3. И снова этот Баранкин, или Великая погоня (1989)

### Сборници
- Звонок на перемену (1982) – разкази
- Прыжок в известность (1986) – разкази

### Екранизации
- 1963 – Баранкин, будь человеком! – мултипликационен филм
- 1968 – Свистать всех наверх! – сценарий с Алберт Иванов
- 1979 – Капитан Соври-голова – по мотиви от „Капитан луда глава“ и „Близнаци, а не си приличат“